# 잡스 (영화)
《잡스》(영어: Jobs)는 2013년에 공개된 미국의 영화이다. 조슈아 마이클 스턴가 감독하고 맷 휘틀리가 각본을 썼으며, 애쉬튼 커쳐가 주연했다. 스티브 잡스의 전기 영화이다.

## 출연

### 주연
- 애쉬튼 커쳐
- 조시 게드
- 더모트 멀로니
- 매튜 모딘

### 조연
- J.K. 시몬스
- 제임스 우즈
- 론 엘다드
- 아만다 크루
- 루카스 하스
- 제레미 샤다
- 아나 오렐리
- 레슬리 앤 워렌
- 케빈 던
- 엘든 헨슨
- 로니 진 블리빈스
- 마시 오카

## 기타
- 세트: 린다 리 슈튼
- 의상: 리사 젠슨
- 섭외: 마리 베뉴